# Erotelis shropshirei
Erotelis shropshirei är en fiskart som först beskrevs av Hildebrand, 1938.  Erotelis shropshirei ingår i släktet Erotelis och familjen Eleotridae. Inga underarter finns listade i Catalogue of Life.